# Ласси, Борис Петрович
Бори́с Петро́вич Ла́сси (Maurice de Lacy; Moritz von Lacy; 1737, Лимерик — январь 1820, Гродно) — российский военачальник, генерал от инфантерии, герой штурмов Измаила и Праги; Казанский военный губернатор (1797—1798), Литовский (Виленский) генерал-губернатор (1798—1799).

## Биография
Получил воспитание в ирландском женском монастыре. Служил в австрийской армии. В 1762 году принят в российскую армию в чине поручика, в уважение к заслугам фельдмаршала Ласси на другой день произведён в капитаны и зачислен в Азовский пехотный полк. В составе полка участвовал в военных действиях в Польше и Литве (1763—1764) и в войне с Турцией (1769—1774):
- взятие Хотина (1769)[3],
- битва при Ларге (7 [18] июля 1770; за отличие произведён в секунд-майоры[7])[3];
- будучи переведённым в Бутырский пехотный полк, участвовал во осаде Браилова (1770) и в сражении под Мачином (1771)[3];
- в 1771 году произведён в премьер-майоры[7] и переведён в Ростовский пехотный полк[3], в 1773 году произведён в подполковники[7] и назначен командиром егерского батальона в корпусе графа И. П. Салтыкова; в 1774 году участвовал в штурме Рущука[3].

С 1776 г. служил в Крыму. Командуя одним из гренадерских батальонов, в 1777 году во время восстания татар отстоял госпиталь в Бахчисарае. В 1779 году произведён в полковники и назначен командиром Углицкого пехотного полка. В 1787 году произведён в бригадиры, в 1788 — в генерал-майоры. Участвовал в войне с Турцией:
- в составе Украинской армии графа П. А. Румянцева в бою при деревне Ганкуре (близ Бендер) командовал одной из трёх наступавших колонн, отразил наступление турецкой конницы[3];
- в 1789 году командовал бригадой из Московского и Сибирского гренадерских полков; в 1790 году назначен шефом Екатеринославского егерского корпуса[7], ему же был подчинён и Белорусский егерский корпус[3];
- Во главе этих корпусов участвовал в штурме Измаила под командованием А. В. Суворова; командуя 2-й штурмовой колонной, повёл её не на куртину у Бросских ворот, а, чтобы избежать перекрёстного огня, — на соседний бастион (Мустафа-паша) и первым подошёл к крепости; в 5 ч 30 мин утра двинул колонну на штурм, в 6 часов утра его войска уже взобрались на валы и к полудню первыми дошли до середины города, где штурмом взяли монастырь; получив ранение в руку, Б. П. Ласси не покинул колонну до конца боя[3].

Твердость и мужество генерал-майора Ласси оживотворяли храбрость первых на бастион вскочивших войск.— из донесения Г. А. Потёмкина (со слов А. В. Суворова) императрице (цит. по:)
В 1792—1793 годах посетил Ирландию.
В войну с Польшей в 1794 году участвовал в победе над войсками Костюшко под Вильной и Слонимом; во время штурма Праги командовал 1-й штурмовой колонной, был ранен в плечо.
До 22 ноября 1796 года — шеф Екатеринославского егерского корпуса, в 1795 произведён в генерал-поручики; с 1796 года — шеф Рязанского кирасирского полка.
С 1797 года — Казанский военный губернатор и шеф Казанского гарнизонного полка, с мая 1798 — начальник Оренбургской инспекции; в 1798 году произведён в генералы от инфантерии.
С ноября 1798 года — инспектор пехоты Литовской инспекции, с 18 ноября — шеф Мурманского мушкетёрского полка, с 27 ноября — шеф Псковского мушкетёрского полка, с 18 декабря — инспектор Смоленской инспекции; с 16 января 1799 года — главнокомандующий армией, расположенной по Балтийскому побережью (между Балтийским морем и Брест-Литовском).
В 1799 году впал в немилость Павла I: в июле ему было объявлено Монаршее неблаговоление за представление к принятию в службу отставленного от неё генерала Беннигсена, в октябре того же года уволен в отставку.
В 1805 году в качестве частного лица был послан в Неаполь с секретным поручением; в июле того же года вновь определён в службу и назначен главнокомандующим соединениями русских, английских и неаполитанских войск, собранных для защиты Неаполитанского королевства. Вследствие поражения союзнических войск под Ульмом и Аустерлицем подчинённые ему в Неаполе войска в боевых действиях не участвовали; в 1806 году Б. П. Ласси вернулся в Россию через Константинополь. Жил в своём гродненском имении Августово, где и умер в 1820 году.

### Семья
Отец — Патрик де Ласси (Patrick de Lacy; 1720, Rathcahill, Лимерик — 1790, Лимерик).
Мать — Мэри Герберт (Mary Herbert of Templeglentan; ?, Лимерик — 1795).
Женат не был.
Собственность и титул унаследовал сын младшей сестры, Марии (Мэри), ирландский дворянин Патрик О’Бриен (О’Брайен), потомки которого продолжали проживать в Российской империи вплоть до революции 1917 года. Из них известен, в частности, Теренций (Терентий Алексадрович) О’Брайен де Ласи, служивший в годы российской Гражданской войны полковником в польской армии.

## Награды
- Орден Святого Георгия 4-й степени (26 ноября 1787)
- Орден Святого Георгия 3-й степени (25 марта 1791)[7]
- Аренда в Лифляндии[6]
- Орден Святого Владимира 2-й степени (1793) — за деятельное участие в войне с Турцией
- Орден Святой Анны (15 сентября 1794)
- Шпага, украшенная алмазами — за отличия в Польской кампании (1794)[6]
- Имение Августово — за отличия в войну с Польшей (1794)[6]
- Орден Святого Александра Невского (29 мая 1799)